# Treasure Box
Treasure Box(트레저 박스)는 대한민국 아이돌 티아라의 2번째 일본 정규 음반이다.

## 발매
Treasure Box는 전 앨범인 Jewelry box와 같이 펄, 사파이어, 다이아몬드의 3가지 버전으로 발매되었다.

## 싱글
<Sexy Love>는 2012년 11월 14일에 발매되어 통상반에는 Sexy Love 일본어 버전과 DAY BY DAY의 일본어 버전이 수록되어 있고 한정반 A버전에는 Sexy Love 일본어 버전과 Bye Bye의 일본어 버전이 수록되어 있다.
또 한정반 B버전에는 Sexy Love의 일본어 버전과 처음처럼의 일본어 버전이 수록되었다.
<Bunny Style!>은 2013년 3월 20일에 발매되었으며 한국 가수 최로로 10가지 버전으로 발매하였다.
<Target>은 2013년 7월 10일에 발매되어 Target이 수록되어 있다.

## 트랙리스트
1. 놀아볼래? (Japanese ver.) (Wanna Play)
2. Sexy Love (Japanese ver.)
3. Bunny Style!
4. Deja-vu (일본 신곡)
5. 처음처럼 (Japanese ver.) (Like The First Time)
6. Sign (소연과 아름의 유닛곡)
7. 비눗방울의 행방 (Soap Bubbles) (보람과 큐리의 유닛곡)
8. Dangerous love (은정과 효민과 지연의 유닛곡)
9. DAY BY DAY (Japanese ver.)
10. Beautiful Sniper (일본 신곡)
11. Target
12. Bye Bye (Japanese ver.)
13. Happy Birthday To You (일본 신곡)